# Aeroporto regionale di Laramie
L'Aeroporto regionale di Laramie (IATA: LAR, ICAO: KLAR) (in inglese: Laramie Regional Airport), è uno scalo aeroportuale regionale statunitense situato 4,8 km a ovest di Laramie, nella Contea di Albany in Wyoming.

## Storia
Costruito nel 1934, l'aeroporto era denominato Brees Field, nome con cui era conosciuto fino al 1992, come omaggio alla memoria del generale dell'United States Army Herbert J. Brees. Originariamente dotato di piste in terra battuta, nel 1994 furono asfaltate per consentire l'atterraggio dei bombardieri Consolidated B-24 Liberator. La struttura iniziò ad operare voli di linea nel 1945, e nel 1959 fu costruito il terminal aeroportuale.

## Struttura
La struttura, priva di torre di controllo del traffico aereo e posta a circa 2 220 m s.l.m. (7284 ft), copre 639 ha (1 580 acri), ed è composta da un terminal passeggeri, strutture di servizio e ricovero velivoli e da due piste con superficie in asfalto, la maggiore lunga 2 590 e larga 46 m (8 502 x 150 ft) e orientamento 30/21, la minore con dimensioni 1 920 x 30,5 m (7 284 x 150 ft) e orientamento 12/30, entrambe dotate di sistema di illuminazione a bordo pista a media intensità (MIRL) e sistema luminoso di avvicinamento PAPI.
L'aeroporto è di proprietà e gestito dal consiglio regionale dell'aeroporto di Laramie (Laramie Regional Airport Board), ed è aperto al traffico commerciale. Il servizio aereo è sovvenzionato dal programma Essential Air Service.